# Шёмберг (Кальв)
Шёмберг (нем. Schömberg, алем. нем. Schemmbärg) — коммуна в Германии, в земле Баден-Вюртемберг.
Подчиняется административному округу Карлсруэ. Входит в состав района Кальв. Население составляет 8521 человек (на 31 декабря 2010 года). Занимает площадь 37,22 км².
Коммуна подразделяется на пять сельских округов.